# ボルセレ
ボルセレ（オランダ語: Borsele [ˈbɔrsələ] ( 音声ファイル)）は、オランダのゼーラント州にある基礎自治体（ヘメーンテ）。自治体の名前はｓが一文字だけであるが、自治体内にはsが2つでつづられたBorsseleという集落がある。ボルセレは、ボルセレ原子力発電所や放射性廃棄物の中央貯蔵所で知られている。また、町内のEllewoutsdijkからテルヌーゼンの間に西スヘルデトンネルが通っている。